# Eleições parlamentares europeias de 1987 (Espanha)
As eleições parlamentares europeias de Espanha em 1987 foram realizadas a 10 de Junho e serviram para eleger os 60 deputados do país para o Parlamento Europeu.

## Resultados Nacionais
| Partidos                | Partidos                             | Votos      | %               | Deputados |
| ----------------------- | ------------------------------------ | ---------- | --------------- | --------- |
|                         | Partido Socialista Operário Espanhol | 7 522 706  | 39,06 / 100,00  | 28 / 60   |
|                         | Aliança Popular                      | 4 747 283  | 24,65 / 100,00  | 17 / 60   |
|                         | Centro Democrático e Social          | 1 976 093  | 10,26 / 100,00  | 7 / 60    |
|                         | Esquerda Unida                       | 1 011 830  | 5,25 / 100,00   | 3 / 60    |
|                         | Convergência e União                 | 853 603    | 4,43 / 100,00   | 3 / 60    |
|                         | Herri Batasuna                       | 360 952    | 1,87 / 100,00   | 1 / 60    |
|                         | Europa dos Povos (EA-ERC-PNG)        | 326 911    | 1,70 / 100,00   | 1 / 60    |
|                         | Esquerda dos Povos                   | 261 328    | 1,36 / 100,00   | 0 / 60    |
|                         | União Europeísta (PNV-PG)            | 226 570    | 1,18 / 100,00   | 0 / 60    |
|                         | Partido do Trabalho                  | 222 680    | 1,16 / 100,00   | 0 / 60    |
|                         | Outros                               | 1 371 812  | 7,12 / 100,00   | 0 / 60    |
| Votos inválidos         | Votos inválidos                      | 422 601    | 2,18 / 100,00   |           |
| Total                   | Total                                | 19 494 098 | 100,00 / 100,00 | 60 / 60   |
| Eleitorado/Participação | Eleitorado/Participação              | 28 450 491 | 68,52 / 100,00  |           |
| Fonte                   | Fonte                                | [ 1 ]      | [ 1 ]           | [ 1 ]     |

## Resultados por Comunidades Autónomas
| Comunidades           | %     | %     | %     | %     | %     | %     | %     | %    | %     | %    | Votantes   |
| Comunidades           | PSOE  | AP    | CDS   | IU    | CiU   | HB    | CEP   | IP   | UE    | PTE  | Votantes   |
| --------------------- | ----- | ----- | ----- | ----- | ----- | ----- | ----- | ---- | ----- | ---- | ---------- |
| Andaluzia             | 48,27 | 21,28 | 7,22  | 10,81 | 0,04  | 0,32  | 0,05  | 0,25 | 0,04  | 1,37 | 3 127 226  |
| Aragão                | 38,40 | 24,49 | 11,37 | 3,41  | 0,10  | 0,47  | 0,10  | 0,62 | 0,04  | 1,34 | 646 996    |
| Astúrias              | 42,43 | 25,93 | 14,49 | 9,81  | 0,04  | 0,98  | 0,10  | 0,28 | 0,06  | 1,12 | 583 685    |
| Baleares              | 34,20 | 35,94 | 11,89 | 2,21  | 0,32  | 0,44  | 0,16  | 2,95 | 0,06  | 0,33 | 339 134    |
| País Basco            | 19,05 | 7,16  | 3,88  | 0,98  | 0,03  | 19,60 | 16,06 | 9,72 | 19,39 | 0,78 | 1 084 418  |
| Canárias              | 32,70 | 17,07 | 20,50 | 4,46  | 0,08  | 0,70  | 0,07  | 1,29 | 0,09  | 0,49 | 620 677    |
| Cantábria             | 36,28 | 36,16 | 9,94  | 3,35  | 0,04  | 0,69  | 0,09  | 0,49 | 0,10  | 1,04 | 300 214    |
| Castela-Mancha        | 44,66 | 33,65 | 10,21 | 4,55  | 0,03  | 0,16  | 0,03  | 0,16 | 0,02  | 0,55 | 947 464    |
| Castela e Leão        | 35,11 | 36,25 | 17,35 | 2,52  | 0,04  | 0,33  | 0,08  | 0,30 | 0,05  | 1,00 | 1 465 012  |
| Catalunha             | 36,82 | 11,19 | 5,64  | 5,37  | 27,82 | 1,31  | 3,70  | 0,82 | 0,11  | 0,81 | 3 057 978  |
| Ceuta                 | 44,86 | 33,63 | 10,88 | 0,89  | 0,12  | 0,15  | 0,08  | 0,12 | 0,07  | 0,35 | 20 518     |
| Estremadura           | 49,94 | 26,16 | 10,86 | 4,71  | 0,03  | 0,20  | 0,04  | 0,14 | 0,02  | 0,62 | 600 458    |
| Galiza                | 29,61 | 41,71 | 10,25 | 1,27  | 0,08  | 0,59  | 1,00  | 2,93 | 0,43  | 1,06 | 1 247 819  |
| La Rioja              | 39,96 | 37,30 | 10,56 | 1,71  | 0,05  | 0,74  | 0,13  | 0,52 | 0,08  | 0,98 | 145 723    |
| Madrid                | 40,38 | 30,32 | 14,00 | 5,15  | 0,06  | 0,60  | 0,09  | 0,85 | 0,08  | 2,21 | 2 458 733  |
| Melilha               | 45,87 | 36,23 | 8,39  | 0,98  | 0,06  | 0,14  | 0,02  | 0,24 | 0,04  | 0,26 | 18 981     |
| Múrcia                | 45,41 | 32,38 | 11,28 | 5,57  | 0,04  | 0,26  | 0,05  | 0,20 | 0,03  | 0,37 | 512 621    |
| Navarra               | 29,49 | 25,82 | 9,77  | 1,36  | 0,06  | 14,38 | 6,74  | 3,35 | 0,91  | 0,40 | 285 406    |
| Comunidade Valenciana | 42,08 | 24,41 | 10,46 | 4,95  | 0,11  | 0,61  | 0,14  | 1,24 | 0,14  | 1,53 | 2 031 035  |
| Espanha               | 39,06 | 24,65 | 10,26 | 5,25  | 4,43  | 1,87  | 1,70  | 1,36 | 1,18  | 1,16 | 19 494 098 |